# Thalamoporella arabiensis
Thalamoporella arabiensis is een mosdiertjessoort uit de familie van de Thalamoporellidae. De wetenschappelijke naam van de soort is voor het eerst geldig gepubliceerd in 2006 door Amui & Kaselowsky.